# 2008–2009-es UEFA-kupa (csoportkör)
A 2008–2009-es UEFA-kupa csoportköre a kupa második szakasza. A sorsolást 2008. október 7-én tartották az UEFA székházában Nyonban, Svájcban. A csoportkör mérkőzései 2008. október 23-án kezdődtek, az utolsó fordulót 2008. december 18-án játsszák le. A mérkőzések után minden csoport első 3 helyezettje jut tovább a legjobb 32 közé, ahol a Bajnokok Ligája csoportjainak 8 harmadik helyezettje is csatlakozik.

## Csapatok
Az alábbi csapatok kerültek be a csoportkörbe:
| Csapat            | Koeff.  | Csapat              | Koeff. | Csapat          | Koeff. |
| 1.                | 1.      | 2.                  | 2.     | 3.              | 3.     |
| ----------------- | ------- | ------------------- | ------ | --------------- | ------ |
| Milan             | 119.934 | Stuttgart           | 52.078 | Rosenborg       | 35.400 |
| Sevilla           | 102.837 | Ajax                | 51.610 | Udinese         | 34.934 |
| Valencia          | 83.837  | Olimbiakósz         | 51.525 | Feyenoord       | 33.610 |
| Benfica           | 77.176  | Deportivo           | 46.837 | Braga           | 33.176 |
| Schalke 04        | 67.078  | Club Brugge         | 41.810 | Slavia Praha    | 31.496 |
| CSZKA Moszkva     | 59.437  | Szpartak Moszkva    | 40.437 | Manchester City | 30.996 |
| Tottenham Hotspur | 55.996  | Paris Saint-Germain | 37.380 | Galatasaray     | 30.469 |
| Hamburg           | 52.078  | Heerenveen          | 35.610 | Sampdoria       | 28.934 |
| 4.                | 4.      | 5.                  | 5.     |                 |        |
| Hertha BSC        | 27.078  | Saint-Étienne       | 17.380 |                 |        |
| Partizan          | 25.527  | Wolfsburg           | 16.078 |                 |        |
| Nancy             | 25.380  | Standard Liège      | 14.810 |                 |        |
| Portsmouth        | 24.996  | Twente              | 14.610 |                 |        |
| Aston Villa       | 24.996  | NEC                 | 12.610 |                 |        |
| Racing Santander  | 24.837  | FK Metaliszt Harkiv | 10.932 |                 |        |
| København         | 23.748  | Lech Poznań         | 6.973  |                 |        |
| Dinamo Zagreb     | 17.836  | Žilina              | 4.070  |                 |        |

## Szabály
Az UEFA 6.06-os paragrafusa alapján ha két vagy több csapat egyforma pontszámmal rendelkezik a csoportmérkőzések lejátszása után, a következő kritériumok döntik el a helyezést:
1. jobb gólkülönbség;
2. szerzett gólok száma;
3. idegenben szerzett gólok száma;
4. győzelmek száma;
5. idegenbeli győzelmek száma;
6. koefficiens pontok száma

## Csoportok

### A csoport
| Csapat              | M | Gy | D | V | Rg | Kg | Gk | P |
| ------------------- | - | -- | - | - | -- | -- | -- | - |
| Manchester City     | 4 | 2  | 1 | 1 | 6  | 5  | +1 | 7 |
| Twente              | 4 | 2  | 0 | 2 | 5  | 8  | –3 | 6 |
| Paris Saint-Germain | 4 | 1  | 2 | 1 | 7  | 5  | +2 | 5 |
| Racing Santander    | 4 | 1  | 2 | 1 | 6  | 5  | +1 | 5 |
| Schalke 04          | 4 | 1  | 1 | 2 | 5  | 6  | –1 | 4 |

| 2008. október 23. 18:15 UTC+2 | Schalke 04                                         | 3 – 1                 | Paris Saint-Germain | Veltins-Arena, Gelsenkirchen Nézőszám: 48 919 Játékvezető: Rocchi (olasz) |
| 2008. október 23. 18:15 UTC+2 | Mabiala 12' (öngól) Kurányi 39' Halil Altıntop 70' | (2 – 0) (Jegyzőkönyv) | Chantôme 90+2'      | Veltins-Arena, Gelsenkirchen Nézőszám: 48 919 Játékvezető: Rocchi (olasz) |

| 2008. október 23. 20:00 UTC+2 | Twente       | 1 – 0                 | Racing Santander | Grolsch Veste, Enschede Nézőszám: 21 000 Játékvezető: Kelly (ír) |
| 2008. október 23. 20:00 UTC+2 | Denneboom 7' | (1 – 0) (Jegyzőkönyv) |                  | Grolsch Veste, Enschede Nézőszám: 21 000 Játékvezető: Kelly (ír) |

| 2008. november 6. 20:45 UTC+1 | Racing Santander | 1 – 1                 | Schalke 04   | Estadio El Sardinero, Santander Nézőszám: 15 505 Játékvezető: Johannesson (svéd) |
| 2008. november 6. 20:45 UTC+1 | Tchité 57'       | (0 – 0) (Jegyzőkönyv) | Engelaar 61' | Estadio El Sardinero, Santander Nézőszám: 15 505 Játékvezető: Johannesson (svéd) |

| 2008. november 6. 19:45 UTC+0 | Manchester City                            | 3 – 2                 | Twente                | City of Manchester Stadion, Manchester Nézőszám: 21 247 Játékvezető: Ivanov (orosz) |
| 2008. november 6. 19:45 UTC+0 | Wright-Phillips 2' Robinho 57' Benjani 62' | (1 – 1) (Jegyzőkönyv) | Elia 17' Wielaert 65' | City of Manchester Stadion, Manchester Nézőszám: 21 247 Játékvezető: Ivanov (orosz) |

| 2008. november 27. 19:00 UTC+1 | Schalke 04 | 0 – 2                 | Manchester City         | Veltins-Arena, Gelsenkirchen Nézőszám: 54 142 Játékvezető: Tudor (román) |
| 2008. november 27. 19:00 UTC+1 |            | (0 – 1) (Jegyzőkönyv) | Benjani 32' Ireland 66' | Veltins-Arena, Gelsenkirchen Nézőszám: 54 142 Játékvezető: Tudor (román) |

| 2008. november 27. 20:45 UTC+1 | Paris Saint-Germain     | 2 – 2                 | Racing Santander             | Parc des Princes, Párizs Nézőszám: 25 000 Játékvezető: Kralovec (cseh) |
| 2008. november 27. 20:45 UTC+1 | Kežman 5' Luyindula 32' | (2 – 1) (Jegyzőkönyv) | Traoré 40' (öngól) Colsa 55' | Parc des Princes, Párizs Nézőszám: 25 000 Játékvezető: Kralovec (cseh) |

| 2008. december 3. 19:45 UTC+0 | Manchester City | 0 – 0 | Paris Saint-Germain | City of Manchester Stadion, Manchester Nézőszám: 25 626 Játékvezető: Duarte Paixao (portugál) |
| 2008. december 3. 19:45 UTC+0 | (Jegyzőkönyv)   |       |                     | City of Manchester Stadion, Manchester Nézőszám: 25 626 Játékvezető: Duarte Paixao (portugál) |

| 2008. december 3. 20:45 UTC+1 | Twente                | 2 – 1                 | Schalke 04  | Grolsch Veste, Enschede Nézőszám: 24 000 Játékvezető: Cakir (török) |
| 2008. december 3. 20:45 UTC+1 | Wielaert 2' Perez 54' | (1 – 0) (Jegyzőkönyv) | Asamoah 77' | Grolsch Veste, Enschede Nézőszám: 24 000 Játékvezető: Cakir (török) |

| 2008. december 18. 20:45 UTC+1 | Paris Saint-Germain                       | 4 – 0                 | Twente | Parc des Princes, Párizs Játékvezető: Brines (skót) |
| 2008. december 18. 20:45 UTC+1 | Luyindula 8' 86' Sessègnon 23' Kežman 84' | (2 – 0) (Jegyzőkönyv) |        | Parc des Princes, Párizs Játékvezető: Brines (skót) |

| 2008. december 18. 20:45 UTC+1 | Racing Santander                                  | 3 – 1                 | Manchester City      | Estadio El Sardinero, Santander Játékvezető: Gumienny (belga) |
| 2008. december 18. 20:45 UTC+1 | Jonathan Pereira 20' Óscar Serrano 30' Valera 54' | (2 – 0) (Jegyzőkönyv) | Felipe Caicedo 90+2' | Estadio El Sardinero, Santander Játékvezető: Gumienny (belga) |

### B csoport
| Csapat           | M | Gy | D | V | Rg | Kg | Gk | P  |
| ---------------- | - | -- | - | - | -- | -- | -- | -- |
| Metaliszt Harkiv | 4 | 3  | 1 | 0 | 3  | 0  | +3 | 10 |
| Galatasaray      | 4 | 3  | 0 | 1 | 4  | 1  | +3 | 9  |
| Olimbiakósz      | 4 | 2  | 0 | 2 | 9  | 3  | +6 | 6  |
| Hertha BSC       | 4 | 0  | 2 | 2 | 1  | 6  | –5 | 2  |
| Benfica          | 4 | 0  | 1 | 3 | 2  | 9  | –7 | 1  |

| 2008. október 23. 20:30 UTC+2 | Hertha BSC   | 1 – 1                 | Benfica      | Olympiastadion, Berlin Nézőszám: 26 144 Játékvezető: Allaerts (belga) |
| 2008. október 23. 20:30 UTC+2 | Pantelić 74' | (0 – 0) (Jegyzőkönyv) | Di María 51' | Olympiastadion, Berlin Nézőszám: 26 144 Játékvezető: Allaerts (belga) |

| 2008. október 23. 21:15 UTC+3 | Galatasaray | 1 – 0                 | Olimbiakósz | Ali Sami Yen Stadion, Isztambul Nézőszám: 23 500 Játékvezető: González (spanyol) |
| 2008. október 23. 21:15 UTC+3 | Kewell 25'  | (1 – 0) (Jegyzőkönyv) |             | Ali Sami Yen Stadion, Isztambul Nézőszám: 23 500 Játékvezető: González (spanyol) |

| 2008. november 6. 19:00 UTC+2 | Metaliszt Harkiv | 0 – 0 | Hertha BSC | Metalist Stadion, Harkiv Nézőszám: 35 000 Játékvezető: Kuipers (holland) |
| 2008. november 6. 19:00 UTC+2 | (Jegyzőkönyv)    |       |            | Metalist Stadion, Harkiv Nézőszám: 35 000 Játékvezető: Kuipers (holland) |

| 2008. november 6. 19:30 UTC+0 | Benfica | 0 – 2                 | Galatasaray                  | Estádio da Luz, Lisszabon Nézőszám: 47 000 Játékvezető: Atkinson (angol) |
| 2008. november 6. 19:30 UTC+0 |         | (0 – 1) (Jegyzőkönyv) | Emre Aşık 51' Ümit Karan 69' | Estádio da Luz, Lisszabon Nézőszám: 47 000 Játékvezető: Atkinson (angol) |

| 2008. november 27. 20:00 UTC+2 | Galatasaray | 0 – 1                 | Metaliszt Harkiv | Ali Sami Yen Stadion, Isztambul Nézőszám: 20 000 Játékvezető: Granat (lengyel) |
| 2008. november 27. 20:00 UTC+2 |             | (0 – 0) (Jegyzőkönyv) | Edmar 81'        | Ali Sami Yen Stadion, Isztambul Nézőszám: 20 000 Játékvezető: Granat (lengyel) |

| 2008. november 27. 20:45 UTC+2 | Olimbiakósz                                            | 5 – 1                 | Benfica        | Karaiszkákisz-stadion, Athén Nézőszám: 33 000 Játékvezető: Lannoy (francia) |
| 2008. november 27. 20:45 UTC+2 | Galletti 1' Pacadzóglu 17' Santo 24' 53' Belluschi 44' | (4 – 1) (Jegyzőkönyv) | David Luiz 33' | Karaiszkákisz-stadion, Athén Nézőszám: 33 000 Játékvezető: Lannoy (francia) |

| 2008. december 3. 21:45 UTC+2 | Metaliszt Harkiv | 1 – 0                 | Olimbiakósz | Metalist Stadion, Harkiv Nézőszám: 15 000 Játékvezető: Collum (skót) |
| 2008. december 3. 21:45 UTC+2 | Edmar 88'        | (0 – 0) (Jegyzőkönyv) |             | Metalist Stadion, Harkiv Nézőszám: 15 000 Játékvezető: Collum (skót) |

| 2008. december 3. 20:45 UTC+1 | Hertha BSC | 0 – 1                 | Galatasaray          | Olympiastadion, Berlin Nézőszám: 62 612 Játékvezető: Rizzoli (olasz) |
| 2008. december 3. 20:45 UTC+1 |            | (0 – 0) (Jegyzőkönyv) | Baroš 69' (11-esből) | Olympiastadion, Berlin Nézőszám: 62 612 Játékvezető: Rizzoli (olasz) |

| 2008. december 18. 20:45 UTC+2 | Olimbiakósz                                                | 4 – 0                 | Hertha BSC | Karaiszkákisz-stadion, Athén Játékvezető: Hansson (svéd) |
| 2008. december 18. 20:45 UTC+2 | Dudu 55' Galletti 68' (11-esből) Toroszídisz 87' Santo 88' | (0 – 0) (Jegyzőkönyv) |            | Karaiszkákisz-stadion, Athén Játékvezető: Hansson (svéd) |

| 2008. december 18. 19:45 UTC+0 | Benfica | 0 – 1                 | Metaliszt Harkiv | Estádio da Luz, Lisszabon Játékvezető: Brugger (osztrák) |
| 2008. december 18. 19:45 UTC+0 |         | (0 – 0) (Jegyzőkönyv) | Rykun 84'        | Estádio da Luz, Lisszabon Játékvezető: Brugger (osztrák) |

### C csoport
| Csapat         | M | Gy | D | V | Rg | Kg | Gk | P |
| -------------- | - | -- | - | - | -- | -- | -- | - |
| Standard Liège | 4 | 3  | 0 | 1 | 5  | 3  | +2 | 9 |
| Stuttgart      | 4 | 2  | 1 | 1 | 6  | 3  | +3 | 7 |
| Sampdoria      | 4 | 2  | 1 | 1 | 4  | 5  | –1 | 7 |
| Sevilla        | 4 | 2  | 0 | 2 | 5  | 2  | +3 | 6 |
| Partizan       | 4 | 0  | 0 | 4 | 1  | 8  | –7 | 0 |

| 2008. október 23. 20:45 UTC+2 | Sevilla                | 2 – 0                 | Stuttgart | Estadio Ramón Sánchez Pizjuán, Sevilla Nézőszám: 45 000 Játékvezető: Sukhina (orosz) |
| 2008. október 23. 20:45 UTC+2 | Romaric 15' Renato 16' | (2 – 0) (Jegyzőkönyv) |           | Estadio Ramón Sánchez Pizjuán, Sevilla Nézőszám: 45 000 Játékvezető: Sukhina (orosz) |

| 2008. október 23. 21:00 UTC+2 | Partizan   | 1 – 2                 | Sampdoria                 | Partizan Stadion, Belgrád Nézőszám: 23 780 Játékvezető: Batista (portugál) |
| 2008. október 23. 21:00 UTC+2 | Diarra 34' | (1 – 1) (Jegyzőkönyv) | Bonazzoli 20' Dessena 55' | Partizan Stadion, Belgrád Nézőszám: 23 780 Játékvezető: Batista (portugál) |

| 2008. november 6. 18:00 UTC+1 | Stuttgart     | 2 – 0                 | Partizan | Mercedes-Benz Arena, Stuttgart Nézőszám: 20 500 Játékvezető: Kralovec (cseh) |
| 2008. november 6. 18:00 UTC+1 | Gómez 77' 80' | (0 – 0) (Jegyzőkönyv) |          | Mercedes-Benz Arena, Stuttgart Nézőszám: 20 500 Játékvezető: Kralovec (cseh) |

| 2008. november 6. 20:45 UTC+1 | Standard Liège | 1 – 0                 | Sevilla | Stade Maurice Dufrasne, Liège Nézőszám: 26 500 Játékvezető: Circhetta (svájci) |
| 2008. november 6. 20:45 UTC+1 | Mbokani 38'    | (0 – 0) (Jegyzőkönyv) |         | Stade Maurice Dufrasne, Liège Nézőszám: 26 500 Játékvezető: Circhetta (svájci) |

| 2008. november 27. 20:45 UTC+1 | Sampdoria    | 1 – 1                 | Stuttgart | Luigi Ferraris Stadion, Genvoa Nézőszám: 15 000 Játékvezető: Skomina (szlovén) |
| 2008. november 27. 20:45 UTC+1 | Sammarco 39' | (1 – 1) (Jegyzőkönyv) | Marica 8' | Luigi Ferraris Stadion, Genvoa Nézőszám: 15 000 Játékvezető: Skomina (szlovén) |

| 2008. november 27. 20:45 UTC+1 | Partizan | 0 – 1                 | Standard Liège | Partizan Stadion, Belgrád Nézőszám: 14 210 Játékvezető: Dean (angol) |
| 2008. november 27. 20:45 UTC+1 |          | (0 – 1) (Jegyzőkönyv) | De Camargo 36' | Partizan Stadion, Belgrád Nézőszám: 14 210 Játékvezető: Dean (angol) |

| 2008. december 3. 20:45 UTC+1 | Standard Liège                          | 3 – 0                 | Sampdoria | Stade Maurice Dufrasne, Liège Nézőszám: 26 833 Játékvezető: Chapron (francia) |
| 2008. december 3. 20:45 UTC+1 | De Camargo 23' Onyewu 35' Jovanović 43' | (3 – 0) (Jegyzőkönyv) |           | Stade Maurice Dufrasne, Liège Nézőszám: 26 833 Játékvezető: Chapron (francia) |

| 2008. december 3. 20:45 UTC+1 | Sevilla                                    | 3 – 0                 | Partizan | Estadio Ramón Sánchez Pizjuán, Sevilla Nézőszám: 25 000 Játékvezető: Hriňák (szlovák) |
| 2008. december 3. 20:45 UTC+1 | Luís Fabiano 32' (11-esből) 73' Renato 46' | (2 – 0) (Jegyzőkönyv) |          | Estadio Ramón Sánchez Pizjuán, Sevilla Nézőszám: 25 000 Játékvezető: Hriňák (szlovák) |

| 2008. december 18. 20:45 UTC+1 | Sampdoria      | 1 – 0                 | Sevilla | Luigi Ferraris Stadion, Genova Játékvezető: Webb (angol) |
| 2008. december 18. 20:45 UTC+1 | Bottinelli 75' | (0 – 0) (Jegyzőkönyv) |         | Luigi Ferraris Stadion, Genova Játékvezető: Webb (angol) |

| 2008. december 18. 20:45 UTC+1 | Stuttgart                         | 3 – 0                 | Standard Liège | Mercedes-Benz Arena, Stuttgart Játékvezető: Rasmussen (dán) |
| 2008. december 18. 20:45 UTC+1 | Khedira 5' Hilbert 49' Marica 72' | (1 – 0) (Jegyzőkönyv) |                | Mercedes-Benz Arena, Stuttgart Játékvezető: Rasmussen (dán) |

### D csoport
| Csapat            | M | Gy | D | V | Rg | Kg | Gk | P |
| ----------------- | - | -- | - | - | -- | -- | -- | - |
| Udinese           | 4 | 3  | 0 | 1 | 6  | 4  | +2 | 9 |
| Tottenham Hotspur | 4 | 2  | 1 | 1 | 7  | 4  | +3 | 7 |
| NEC               | 4 | 2  | 0 | 2 | 6  | 5  | +1 | 6 |
| Szpartak Moszkva  | 4 | 1  | 1 | 2 | 5  | 6  | –1 | 4 |
| Dinamo Zagreb     | 4 | 1  | 0 | 3 | 4  | 9  | –5 | 3 |

| 2008. október 23. 19:10 UTC+2 | Udinese                           | 2 – 0                 | Tottenham Hotspur | Stadio Friuli, Udine Nézőszám: 22 000 Játékvezető: Brych (német) |
| 2008. október 23. 19:10 UTC+2 | Di Natale 24' (11-esből) Pepe 86' | (1 – 0) (Jegyzőkönyv) | O’Hara 56′, 57′   | Stadio Friuli, Udine Nézőszám: 22 000 Játékvezető: Brych (német) |

| 2008. október 23. 20:45 UTC+2 | Dinamo Zagreb                         | 3 – 2                 | NEC                            | Maksimir Stadion, Zágráb Nézőszám: 15 000 Játékvezető: Oriekhov (ukrán) |
| 2008. október 23. 20:45 UTC+2 | Mandžukić 3' Balaban 81' Vrdoljak 84' | (1 – 1) (Jegyzőkönyv) | Carlos 24' (öngól) Janssen 78' | Maksimir Stadion, Zágráb Nézőszám: 15 000 Játékvezető: Oriekhov (ukrán) |

| 2008. november 6. 20:00 UTC+3 | Szpartak Moszkva | 1 – 2                 | Udinese                                           | Luzsnyiki Stadion, Moszkva Nézőszám: 12 000 Játékvezető: Jakobsson (izlandi) |
| 2008. november 6. 20:00 UTC+3 | Rodríguez 17'    | (1 – 1) (Jegyzőkönyv) | Quagliarella 12' 60' (11-esből) Pasquale 40′, 87′ | Luzsnyiki Stadion, Moszkva Nézőszám: 12 000 Játékvezető: Jakobsson (izlandi) |

| 2008. november 6. 20:00 UTC+0 | Tottenham Hotspur                | 4 – 0                 | Dinamo Zagreb | White Hart Lane, London Nézőszám: 16 295 Játékvezető: Fautrel (francia) |
| 2008. november 6. 20:00 UTC+0 | Bent 30' 33' 70' Huddlestone 59' | (2 – 0) (Jegyzőkönyv) |               | White Hart Lane, London Nézőszám: 16 295 Játékvezető: Fautrel (francia) |

| 2008. november 27. 19:00 UTC+1 | NEC | 0 – 1                 | Tottenham Hotspur | Stadion de Goffert, Nijmegen Nézőszám: 12 500 Játékvezető: Muniz Fernandez (spanyol) |
| 2008. november 27. 19:00 UTC+1 |     | (0 – 1) (Jegyzőkönyv) | O’Hara 14'        | Stadion de Goffert, Nijmegen Nézőszám: 12 500 Játékvezető: Muniz Fernandez (spanyol) |

| 2008. november 27. 20:45 UTC+1 | Dinamo Zagreb | 0 – 1                | Szpartak Moszkva | Maksimir Stadion, Zágráb Nézőszám: 12 000 Játékvezető: Kinhöfer (német) |
| 2008. november 27. 20:45 UTC+1 |               | (0 – 0 (Jegyzőkönyv) | Szajenko 75'     | Maksimir Stadion, Zágráb Nézőszám: 12 000 Játékvezető: Kinhöfer (német) |

| 2008. december 3. 20:00 UTC+3 | Szpartak Moszkva | 1 – 2                 | NEC                          | Luzsnyiki Stadion, Moszkva Nézőszám: 12 000 Játékvezető: Vollquartz (dán) |
| 2008. december 3. 20:00 UTC+3 | Covalciuc 2'     | (1 – 0) (Jegyzőkönyv) | van Beukering 84' Schøne 87' | Luzsnyiki Stadion, Moszkva Nézőszám: 12 000 Játékvezető: Vollquartz (dán) |

| 2008. december 3. 18:00 UTC+1 | Udinese                   | 2 – 1                 | Dinamo Zagreb     | Stadio Friuli, Udine Nézőszám: 18 000 Játékvezető: Yefet (izraeli) |
| 2008. december 3. 18:00 UTC+1 | Quagliarella 5' Obodo 78' | (1 – 0) (Jegyzőkönyv) | Igor Bišćan 90+3' | Stadio Friuli, Udine Nézőszám: 18 000 Játékvezető: Yefet (izraeli) |

| 2008. december 18. 20:45 UTC+1 | NEC                        | 2 – 0                 | Udinese | Stadion de Goffert, Nijmegen Játékvezető: Matějek (cseh) |
| 2008. december 18. 20:45 UTC+1 | John 75' van Beukering 78' | (0 – 0) (Jegyzőkönyv) |         | Stadion de Goffert, Nijmegen Játékvezető: Matějek (cseh) |

| 2008. december 18. 19:45 UTC+0 | Tottenham Hotspur          | 2 – 2                 | Szpartak Moszkva | White Hart Lane, London Nézőszám: 28 906 Játékvezető: Pedro Proença (portugál) |
| 2008. december 18. 19:45 UTC+0 | Modrić 67' Huddlestone 74' | (0 – 2) (Jegyzőkönyv) | Dzyuba 23' 33'   | White Hart Lane, London Nézőszám: 28 906 Játékvezető: Pedro Proença (portugál) |

### E csoport
| Csapat     | M | Gy | D | V | Rg | Kg | Gk  | P  |
| ---------- | - | -- | - | - | -- | -- | --- | -- |
| Wolfsburg  | 4 | 3  | 1 | 0 | 13 | 7  | +6  | 10 |
| Milan      | 4 | 2  | 2 | 0 | 8  | 5  | +3  | 8  |
| Braga      | 4 | 2  | 0 | 2 | 7  | 5  | +2  | 6  |
| Portsmouth | 4 | 1  | 1 | 2 | 7  | 8  | –1  | 4  |
| Heerenveen | 4 | 0  | 0 | 4 | 3  | 13 | –10 | 0  |

| 2008. október 23. 20:15 UTC+1 | Braga                                | 3 – 0                 | Portsmouth | Estádio AXA, Braga Játékvezető: Ceferin (szlovén) |
| 2008. október 23. 20:15 UTC+1 | Luis Aguiar 8' Rentería 46' Alan 87' | (1 – 0) (Jegyzőkönyv) |            | Estádio AXA, Braga Játékvezető: Ceferin (szlovén) |

| 2008. október 23. 20:45 UTC+2 | Heerenveen             | 1 – 3                 | AC Milan                                       | Abe Lenstra Stadion, Heerenveen Nézőszám: 25 600 Játékvezető: Rodriguez Santiago (spanyol) |
| 2008. október 23. 20:45 UTC+2 | Pranjić 86' (11-esből) | (0 – 2) (Jegyzőkönyv) | Jong-a-Pin 19' (öngól) Gattuso 23' Inzaghi 69' | Abe Lenstra Stadion, Heerenveen Nézőszám: 25 600 Játékvezető: Rodriguez Santiago (spanyol) |

| 2008. november 6. 19:45 UTC+1 | Wolfsburg                                             | 5 – 1                 | Heerenveen   | Volkswagen Arena, Wolfsburg Nézőszám: 15 615 Játékvezető: Eriksson (svéd) |
| 2008. november 6. 19:45 UTC+1 | Džeko 34' 61' Grafite 39' Misimović 53' Krzynówek 71' | (2 – 1) (Jegyzőkönyv) | Väyrynen 31' | Volkswagen Arena, Wolfsburg Nézőszám: 15 615 Játékvezető: Eriksson (svéd) |

| 2008. november 6. 20:45 UTC+1 | AC Milan         | 1 – 0                 | Braga | San Siro, Milánó Nézőszám: 10 608 Játékvezető: Rasmussen (dán) |
| 2008. november 6. 20:45 UTC+1 | Ronaldinho 90+3' | (0 – 0) (Jegyzőkönyv) |       | San Siro, Milánó Nézőszám: 10 608 Játékvezető: Rasmussen (dán) |

| 2008. november 27. 20:05 UTC+0 | Portsmouth          | 2 – 2                 | AC Milan                     | Fratton Park, Portsmouth Nézőszám: 20 403 Játékvezető: Gumienny (belga) |
| 2008. november 27. 20:05 UTC+0 | Kaboul 62' Kanu 73' | (0 – 0) (Jegyzőkönyv) | Ronaldinho 84' Inzaghi 90+2' | Fratton Park, Portsmouth Nézőszám: 20 403 Játékvezető: Gumienny (belga) |

| 2008. november 27. 21:30 UTC+0 | Braga         | 2 – 3                 | Wolfsburg                                | Estádio AXA, Braga Nézőszám: 7 294 Játékvezető: Genov (bolgár) |
| 2008. november 27. 21:30 UTC+0 | Meyong 6' 49' | (1 – 1) (Jegyzőkönyv) | Džeko 24' Misimović 83' (11-esből) 90+4' | Estádio AXA, Braga Nézőszám: 7 294 Játékvezető: Genov (bolgár) |

| 2008. december 4. 20:45 UTC+1 | Wolfsburg                          | 3 – 2                 | Portsmouth            | Volkswagen Arena, Wolfsburg Nézőszám: 21 015 Játékvezető: Bebek (horvát) |
| 2008. december 4. 20:45 UTC+1 | Džeko 3' Gentner 23' Misimović 74' | (2 – 2) (Jegyzőkönyv) | Defoe 11' Mvuemba 14' | Volkswagen Arena, Wolfsburg Nézőszám: 21 015 Játékvezető: Bebek (horvát) |

| 2008. december 4. 20:45 UTC+1 | Heerenveen | 1 – 2                 | Braga                        | Abe Lenstra Stadion, Heerenveen Nézőszám: 25 500 Játékvezető: Stuchlik (osztrák) |
| 2008. december 4. 20:45 UTC+1 | Sibon 19'  | (1 – 1) (Jegyzőkönyv) | Rentería 35' Luis Aguiar 56' | Abe Lenstra Stadion, Heerenveen Nézőszám: 25 500 Játékvezető: Stuchlik (osztrák) |

| 2008. december 17. 19:45 UTC+0 | Portsmouth                     | 3 – 0                 | Heerenveen | Fratton Park, Portsmouth Nézőszám: 19 612 Játékvezető: Havrilla (szlovák) |
| 2008. december 17. 19:45 UTC+0 | Crouch 40' 42' Hreiðarsson 90' | (2 – 0) (Jegyzőkönyv) |            | Fratton Park, Portsmouth Nézőszám: 19 612 Játékvezető: Havrilla (szlovák) |

| 2008. december 17. 20:45 UTC+1 | AC Milan               | 2 – 2                 | Wolfsburg               | San Siro, Milánó Játékvezető: Courtney (északír) |
| 2008. december 17. 20:45 UTC+1 | Ambrosini 17' Pato 56' | (1 – 0) (Jegyzőkönyv) | Zaccardo 56' Sağlık 81' | San Siro, Milánó Játékvezető: Courtney (északír) |

### F csoport
| Csapat       | M | Gy | D | V | Rg | Kg | Gk | P |
| ------------ | - | -- | - | - | -- | -- | -- | - |
| Hamburg      | 4 | 3  | 0 | 1 | 7  | 3  | +4 | 9 |
| Ajax         | 4 | 2  | 1 | 1 | 5  | 4  | +1 | 7 |
| Aston Villa  | 4 | 2  | 0 | 2 | 5  | 6  | –1 | 6 |
| Žilina       | 4 | 1  | 1 | 2 | 3  | 4  | –1 | 4 |
| Slavia Praha | 4 | 0  | 2 | 2 | 2  | 5  | –3 | 2 |

| 2008. október 23. 18:30 UTC+2 | Žilina    | 1 – 2                 | Hamburg               | Stadium Pod Dubňom, Zsolna Nézőszám: 9 871 Játékvezető: Asumaa (finn) |
| 2008. október 23. 18:30 UTC+2 | Rilke 69' | (0 – 2) (Jegyzőkönyv) | Petrić 15' Olić 45+1' | Stadium Pod Dubňom, Zsolna Nézőszám: 9 871 Játékvezető: Asumaa (finn) |

| 2008. október 23. 20:15 UTC+1 | Aston Villa          | 2 – 1                 | Ajax          | Villa Park, Birmingham Nézőszám: 36 657 Játékvezető: Einwaller (osztrák) |
| 2008. október 23. 20:15 UTC+1 | Laursen 8' Barry 45' | (2 – 1) (Jegyzőkönyv) | Vermaelen 22' | Villa Park, Birmingham Nézőszám: 36 657 Játékvezető: Einwaller (osztrák) |

| 2008. november 6. 20:30 UTC+1 | Ajax            | 1 – 0                 | Žilina | Amsterdam ArenA, Amszterdam Nézőszám: 24 200 Játékvezető: McDonald (skót) |
| 2008. november 6. 20:30 UTC+1 | Luis Suárez 41' | (1 – 0) (Jegyzőkönyv) |        | Amsterdam ArenA, Amszterdam Nézőszám: 24 200 Játékvezető: McDonald (skót) |

| 2008. november 6. 20:45 UTC+1 | Slavia Praha | 0 – 1                 | Aston Villa | Stadion Eden, Prága Nézőszám: 20 322 Játékvezető: Kapitanis (ciprusi) |
| 2008. november 6. 20:45 UTC+1 |              | (0 – 1) (Jegyzőkönyv) | Carew 26'   | Stadion Eden, Prága Nézőszám: 20 322 Játékvezető: Kapitanis (ciprusi) |

| 2008. november 27. 18:30 UTC+1 | Žilina        | 0 – 0 | Slavia Praha | Stadium Pod Dubňom, Zsolna Nézőszám: 8 789 Játékvezető: Sztavrev (macedón) |
| 2008. november 27. 18:30 UTC+1 | (Jegyzőkönyv) |       |              | Stadium Pod Dubňom, Zsolna Nézőszám: 8 789 Játékvezető: Sztavrev (macedón) |

| 2008. november 27. 21:00 UTC+1 | Hamburg | 0 – 1                 | Ajax         | HSH Nordbank Arena, Hamburg Nézőszám: 51 200 Játékvezető: Tagliavento (olasz) |
| 2008. november 27. 21:00 UTC+1 |         | (0 – 0) (Jegyzőkönyv) | Leonardo 77' | HSH Nordbank Arena, Hamburg Nézőszám: 51 200 Játékvezető: Tagliavento (olasz) |

| 2008. december 4. 20:45 UTC+1 | Slavia Praha | 0 – 2                 | Hamburg                          | Stadion Eden, Prága Nézőszám: 17 368 Játékvezető: Dereli (török) |
| 2008. december 4. 20:45 UTC+1 | Vaniak 90+1′ | (0 – 1) (Jegyzőkönyv) | Olić 30' Petrić 90+1' (11-esből) | Stadion Eden, Prága Nézőszám: 17 368 Játékvezető: Dereli (török) |

| 2008. december 4. 19:45 UTC+0 | Aston Villa    | 1 – 2                 | Žilina                                  | Villa Park, Birmingham Nézőszám: 28 797 Játékvezető: Berntsen (norvég) |
| 2008. december 4. 19:45 UTC+0 | Delfouneso 28' | (1 – 2) (Jegyzőkönyv) | Leitner 16' Štyvar 19' Leitner 62′, 80′ | Villa Park, Birmingham Nézőszám: 28 797 Játékvezető: Berntsen (norvég) |

| 2008. december 17. 20:45 UTC+1 | Hamburg                 | 3 – 1                 | Aston Villa                     | HSH Nordbank Arena, Hamburg Nézőszám: 49 121 Játékvezető: Nikolaev (orosz) |
| 2008. december 17. 20:45 UTC+1 | Petrić 18' Olić 30' 57' | (2 – 0) (Jegyzőkönyv) | Delfouneso 83' Sidwell 65′, 84′ | HSH Nordbank Arena, Hamburg Nézőszám: 49 121 Játékvezető: Nikolaev (orosz) |

| 2008. december 17. 20:45 UTC+1 | Ajax                                       | 2 – 2                 | Slavia Praha                       | Amsterdam ArenA, Amszterdam Nézőszám: 30 116 Játékvezető: Kaldma (észt) |
| 2008. december 17. 20:45 UTC+1 | Vertonghen 4' Luis Suárez 90+1' (11-esből) | (1 – 2) (Jegyzőkönyv) | Černý 13' van der Wiel 41' (öngól) | Amsterdam ArenA, Amszterdam Nézőszám: 30 116 Játékvezető: Kaldma (észt) |

### G csoport
| Csapat        | M | Gy | D | V | Rg | Kg | Gk | P |
| ------------- | - | -- | - | - | -- | -- | -- | - |
| Saint-Étienne | 4 | 2  | 2 | 0 | 9  | 4  | +5 | 8 |
| Valencia      | 4 | 1  | 3 | 0 | 8  | 4  | +4 | 6 |
| København     | 4 | 1  | 2 | 1 | 4  | 5  | –1 | 5 |
| Club Brugge   | 4 | 0  | 3 | 1 | 2  | 3  | –1 | 3 |
| Rosenborg     | 4 | 0  | 2 | 2 | 1  | 8  | –7 | 2 |

| 2008. október 23. 20:45 UTC+2 | København             | 1 – 3                 | Saint-Étienne                 | Parken Stadion, Koppenhága Nézőszám: 17 187 Játékvezető: Thomson (skót) |
| 2008. október 23. 20:45 UTC+2 | Santin 59' (11-esből) | (0 – 2) (Jegyzőkönyv) | Gomis 2' Perrin 37' Payet 65' | Parken Stadion, Koppenhága Nézőszám: 17 187 Játékvezető: Thomson (skót) |

| 2008. október 23. 20:45 UTC+2 | Rosenborg     | 0 – 0 | Club Brugge | Lerkendal Stadion, Trondheim Nézőszám: 12 166 Játékvezető: Hriňák (szlovák) |
| 2008. október 23. 20:45 UTC+2 | (Jegyzőkönyv) |       |             | Lerkendal Stadion, Trondheim Nézőszám: 12 166 Játékvezető: Hriňák (szlovák) |

| 2008. november 6. 20:45 UTC+1 | Saint-Étienne                           | 3 – 0                 | Rosenborg | Stade Geoffroy-Guichard, Saint-Étienne Nézőszám: 24 006 Játékvezető: Malek (lengyel) |
| 2008. november 6. 20:45 UTC+1 | Ilan 59' Paulo Machado 63' Mirallas 76' | (0 – 0) (Jegyzőkönyv) |           | Stade Geoffroy-Guichard, Saint-Étienne Nézőszám: 24 006 Játékvezető: Malek (lengyel) |

| 2008. november 6. 21:30 UTC+1 | Valencia      | 1 – 1                 | København  | Estadio Mestalla, Valencia Nézőszám: 20 000 Játékvezető: Kircher (német) |
| 2008. november 6. 21:30 UTC+1 | Morientes 61' | (0 – 0) (Jegyzőkönyv) | Santin 85' | Estadio Mestalla, Valencia Nézőszám: 20 000 Játékvezető: Kircher (német) |

| 2008. november 27. 20:45 UTC+1 | Club Brugge | 1 – 1                 | Saint-Étienne | Jan Breydel Stadion, Brugge Nézőszám: 21 381 Játékvezető: Brych (német) |
| 2008. november 27. 20:45 UTC+1 | Vargas 50'  | (0 – 1) (Jegyzőkönyv) | Gigliotti 44' | Jan Breydel Stadion, Brugge Nézőszám: 21 381 Játékvezető: Brych (német) |

| 2008. november 27. 20:45 UTC+1 | Rosenborg | 0 – 4                 | Valencia                                            | Lerkendal Stadion, Trondheim Nézőszám: 14 549 Játékvezető: Blom (holland) |
| 2008. november 27. 20:45 UTC+1 |           | (0 – 1) (Jegyzőkönyv) | Mata 21' Pablo Hernández 76' Baraja 88' Joaquín 90' | Lerkendal Stadion, Trondheim Nézőszám: 14 549 Játékvezető: Blom (holland) |

| 2008. december 4. 20:45 UTC+1 | Valencia  | 1 – 1                 | Club Brugge | Estadio Mestalla, Valencia Nézőszám: 18 000 Játékvezető: Atkinson (angol) |
| 2008. december 4. 20:45 UTC+1 | Žigić 60' | (0 – 1) (Jegyzőkönyv) | Alcaraz 18' | Estadio Mestalla, Valencia Nézőszám: 18 000 Játékvezető: Atkinson (angol) |

| 2008. december 4. 20:45 UTC+1 | København     | 1 – 1                 | Rosenborg   | Parken Stadion, Koppenhága Nézőszám: 18 184 Játékvezető: Einwaller (osztrák) |
| 2008. december 4. 20:45 UTC+1 | Antonsson 85' | (0 – 1) (Jegyzőkönyv) | Iversen 33' | Parken Stadion, Koppenhága Nézőszám: 18 184 Játékvezető: Einwaller (osztrák) |

| 2008. december 17. 20:45 UTC+1 | Club Brugge | 0 – 1                 | København  | Jan Breydel Stadion, Brugge Nézőszám: 22 169 Játékvezető: Ceferin (szlovén) |
| 2008. december 17. 20:45 UTC+1 |             | (0 – 0) (Jegyzőkönyv) | Santin 58' | Jan Breydel Stadion, Brugge Nézőszám: 22 169 Játékvezető: Ceferin (szlovén) |

| 2008. december 17. 20:45 UTC+1 | Saint-Étienne | 2 – 2                 | Valencia                | Stade Geoffroy-Guichard, Saint-Étienne Játékvezető: Deaconu (román) |
| 2008. december 17. 20:45 UTC+1 | Ilan 29' 44'  | (2 – 1) (Jegyzőkönyv) | Morientes 33' Žigić 72' | Stade Geoffroy-Guichard, Saint-Étienne Játékvezető: Deaconu (román) |

### H csoport
| Csapat        | M | Gy | D | V | Rg | Kg | Gk | P  |
| ------------- | - | -- | - | - | -- | -- | -- | -- |
| CSZKA Moszkva | 4 | 4  | 0 | 0 | 12 | 5  | +7 | 12 |
| Deportivo     | 4 | 2  | 1 | 1 | 5  | 4  | +1 | 7  |
| Lech Poznań   | 4 | 1  | 2 | 1 | 5  | 5  | 0  | 5  |
| Nancy         | 4 | 1  | 1 | 2 | 8  | 7  | +1 | 4  |
| Feyenoord     | 4 | 0  | 0 | 4 | 1  | 10 | –9 | 0  |

| 2008. október 23. 20:00 UTC+4 | CSZKA Moszkva                   | 3 – 0                 | Deportivo | Luzsnyiki Stadion, Moszkva Nézőszám: 13 060 Játékvezető: Yefet (izraeli) |
| 2008. október 23. 20:00 UTC+4 | Dzagojev 9' 12' Vágner Love 61' | (2 – 0) (Jegyzőkönyv) |           | Luzsnyiki Stadion, Moszkva Nézőszám: 13 060 Játékvezető: Yefet (izraeli) |

| 2008. október 23. 20:45 UTC+2 | Nancy                          | 3 – 0                 | Feyenoord | Stade Marcel Picot, Tomblaine Nézőszám: 11 512 Játékvezető: Trefoloni (olasz) |
| 2008. október 23. 20:45 UTC+2 | Zerka 47' Féret 53' Helder 84' | (0 – 0) (Jegyzőkönyv) |           | Stade Marcel Picot, Tomblaine Nézőszám: 11 512 Játékvezető: Trefoloni (olasz) |

| 2008. november 6. 18:15 UTC+1 | Lech Poznań          | 2 – 2                 | Nancy                 | Stadion Miejski, Poznań Nézőszám: 21 601 Játékvezető: Balaj (román) |
| 2008. november 6. 18:15 UTC+1 | Peszko 5' Štilić 22' | (2 – 1) (Jegyzőkönyv) | Malonga 10' Zerka 81' | Stadion Miejski, Poznań Nézőszám: 21 601 Játékvezető: Balaj (román) |

| 2008. november 6. 19:30 UTC+1 | Feyenoord           | 1 – 3                 | CSZKA Moszkva                                                     | Feijenoord Stadion, Rotterdam Nézőszám: 25 000 Játékvezető: Moen (norvég) |
| 2008. november 6. 19:30 UTC+1 | van Bronckhorst 29' | (1 – 2) (Jegyzőkönyv) | van Bronckhorst 14' (öngól) Vágner Love 40' 81' Aldonyin 57′, 82′ | Feijenoord Stadion, Rotterdam Nézőszám: 25 000 Játékvezető: Moen (norvég) |

| 2008. november 27. 20:00 UTC+3 | CSZKA Moszkva              | 2 – 1                 | Lech Poznań | Luzsnyiki Stadion, Moszkva Nézőszám: 10 800 Játékvezető: Pereira Gomes (portugál) |
| 2008. november 27. 20:00 UTC+3 | Dzagojev 31' Zsirkov 45+1' | (2 – 0) (Jegyzőkönyv) | Štilić 66'  | Luzsnyiki Stadion, Moszkva Nézőszám: 10 800 Játékvezető: Pereira Gomes (portugál) |

| 2008. november 27. 21:00 UTC+1 | Deportivo                                 | 3 – 0                 | Feyenoord | Riazor Stadion, A Coruña Nézőszám: 20 000 Játékvezető: Ingvarsson (svéd) |
| 2008. november 27. 21:00 UTC+1 | Lopo 30' Hofland 50' (öngól) Guardado 51' | (1 – 0) (Jegyzőkönyv) |           | Riazor Stadion, A Coruña Nézőszám: 20 000 Játékvezető: Ingvarsson (svéd) |

| 2008. december 4. 20:45 UTC+1 | Lech Poznań | 1 – 1                 | Deportivo        | Stadion Miejski, Poznań Nézőszám: 21 000 Játékvezető: Thomson (skót) |
| 2008. december 4. 20:45 UTC+1 | Rengifo 42' | (1 – 1) (Jegyzőkönyv) | Diego Colotto 2' | Stadion Miejski, Poznań Nézőszám: 21 000 Játékvezető: Thomson (skót) |

| 2008. december 4. 20:45 UTC+1 | Nancy                            | 3 – 4                 | CSZKA Moszkva                     | Stade Marcel Picot, Tomblaine Nézőszám: 14 074 Játékvezető: Szabó (magyar) |
| 2008. december 4. 20:45 UTC+1 | Zerka 5' Féret 72' Camerling 79' | (1 – 2) (Jegyzőkönyv) | Vágner Love 23' 62' 88' Ramón 33' | Stade Marcel Picot, Tomblaine Nézőszám: 14 074 Játékvezető: Szabó (magyar) |

| 2008. december 17. 20:45 UTC+1 | Deportivo          | 1 – 0                 | Nancy | Riazor Stadion, A Coruña Nézőszám: 15 000 Játékvezető: Weiner (német) |
| 2008. december 17. 20:45 UTC+1 | Rodolfo Bodipo 74' | (0 – 0) (Jegyzőkönyv) |       | Riazor Stadion, A Coruña Nézőszám: 15 000 Játékvezető: Weiner (német) |

| 2008. december 17. 20:45 UTC+1 | Feyenoord | 0 – 1                 | Lech Poznań  | Feijenoord Stadion, Rotterdam Nézőszám: 23 000 Játékvezető: Dondarini (olasz) |
| 2008. december 17. 20:45 UTC+1 |           | (0 – 1) (Jegyzőkönyv) | Đurđević 27' | Feijenoord Stadion, Rotterdam Nézőszám: 23 000 Játékvezető: Dondarini (olasz) |